# Oberonia sumatrensis
Oberonia sumatrensis är en orkidéart som beskrevs av Henry Nicholas Ridley. Oberonia sumatrensis ingår i släktet Oberonia och familjen orkidéer. Inga underarter finns listade i Catalogue of Life.